# ABEMA寄席
『ABEMA寄席』（あべまよせ）は、2020年5月2日からABEMAで配信される演芸番組。

## 内容
新型コロナウィルス感染拡大を受けた「GWおうちでアベマ」第3弾番組として企画。ABEMA GOLDチャンネルにて、2020年5月2日に配信。
ABEMA開設以来初となる落語番組となり、総勢10名を超える真打、色物、前座らが出演し、自粛を続ける寄席のウェブ上での再現を試みる生配信番組。
バナーに唯一写真が掲載され、番組の顔役を務める柳家さん喬は番組開始を伝える報道に「『笑う門には福来る』。笑っていただき少しでもお元気を取り戻していただければと思います」とコメントを出した。
毎日新聞では「コロナ後」の落語界を見越した試みと記述している。
第一弾が好評だったこと、上方落語家からABEMA代表の藤田晋へ直談判があったことから同年5月24日に第二弾となる「第二回ABEMA寄席」の配信が決定。上方落語協会の落語家も加わり、東西の落語協会が動画配信サービスで初めてタッグを組む。

## 出演者

### 第1回

#### 落語
- 柳家さん喬「幾代餅」
- 入船亭扇遊「人形買い」
- 柳家はん治「妻の旅行」
- 柳家喬太郎「路地裏の伝説」
- 林家彦いち「神々の唱」
- 桃月庵白酒「笠碁」
- 隅田川馬石「王子の狐」
- 三遊亭歌奴[7]「佐野山」
- 古今亭志ん陽「猫と金魚」
- 春風亭三朝「牛ほめ」

#### 色物
- 三増紋之助（曲独楽）
- 柳家小菊（粋曲）

### 第2回

#### 落語
- 桂華紋「阿弥陀池」
- 桂福丸「稽古屋」
- 笑福亭鶴笑「立体西遊記」
- 桂かい枝「三十石夢の通い」
- 笑福亭仁智「源太と兄貴」
- 古今亭文菊「湯屋番」
- 蜃気楼龍玉「大仏餅」
- 三遊亭白鳥「老人前座じじ太郎」
- 入船亭扇辰「田能久」
- 柳亭市馬「青菜」

#### 色物
- 内海英華（女道楽）
- 林家正楽（紙切り）

## スタッフ
- 題字・書：田川悟郎[8][9]
- 制作協力：一般社団法人落語協会
- 制作著作：AbemaTV